# Martín Rico
Martín Rico y Ortega (El Escorial (Spagna), 12 novembre 1833 – Venezia, 13 aprile 1908) è stato un pittore spagnolo di paesaggi e città.
Nel suo paese natale, Rico fu uno dei più importanti artisti della seconda metà del XIX secolo e godeva di ampio riconoscimento internazionale, in particolare in Francia e negli Stati Uniti. Dalle sue prime opere raffiguranti il paesaggio montuoso fuori Madrid alle opere successive in cui dipinse a Parigi e Venezia, per tutta la vita Rico rimase fedele al suo amore per la pittura en plein air, nonostante il suo stile artistico fosse in continua evoluzione.

## Biografia
Rico nacque a Madrid e si formò presso la Real Academia de Bellas Artes de San Fernando, dove fu discepolo di Jenaro Pérez Villaamil, primo professore dell'Accademia di pittura del paesaggio. Sotto la guida di Pérez Villaamil, le prime opere di Rico mostrano l'influenza del Romanticismo, stile per il quale il suo maestro era conosciuto. Nel 1860, ottenuta una borsa di studio del governo, Rico si trasferì a Parigi per proseguire gli studi. 

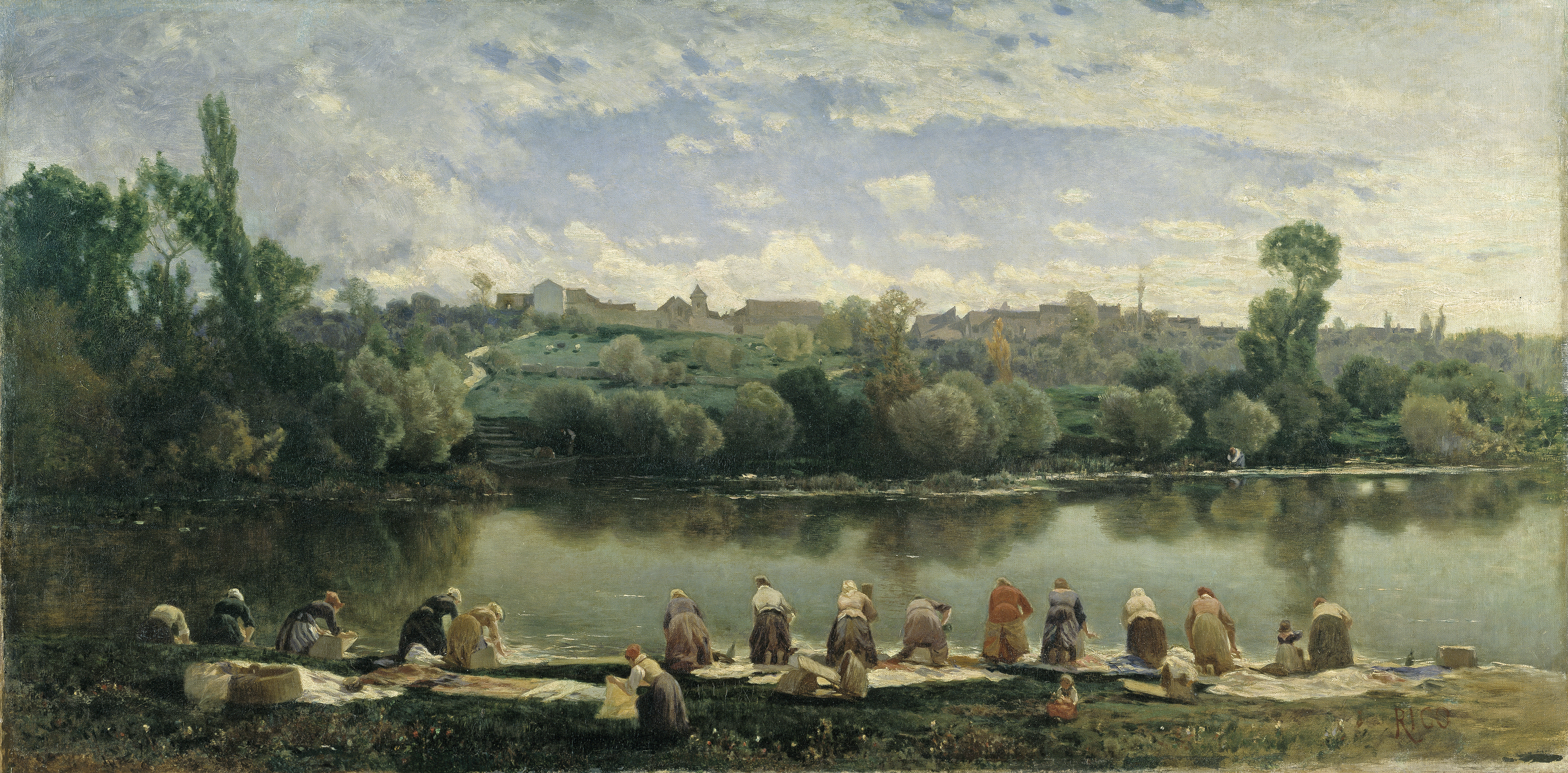
Le lavandaie di La Varenne.

Una volta in Francia, Rico si ispirò agli artisti della scuola di Barbizon e a Charles-François Daubigny in particolare. I suoi paesaggi di questa decade raffigurano così la campagna francese e svizzera in uno stile realista completamente compiuto. Verso la fine del 1870, a causa dei disordini politici e sociali causati dalla scoppio della guerra franco-prussiana, Rico decise di lasciare la Francia e ritornare alla sua nativa Spagna.
Su invito del suo amico e collega Marià Fortuny i Marsal, Rico si trasferì nella città di Granada, unendosi a Fortuny e a sua moglie Cecilia, così come il pittore Ricardo Madrazo. I tre artisti lavorarono a stretto contatto in questo periodo, con sovrapposizione degli stili di Rico e Fortuny, tanto che i loro acquerelli (una specialità per entrambi gli artisti) erano spesso confusi uno per l'altro. Fu durante questo periodo che, attraverso l'influenza di Fortuny, i dipinti di Rico cominciarono a rivelare un nuovo senso di luminosità e colore. Il periodo trascorso in Andalusia fu, secondo le sue memorie, uno dei suoi momenti più felici e anche uno dei periodi più produttivi artisticamente.

### Il periodo veneziano

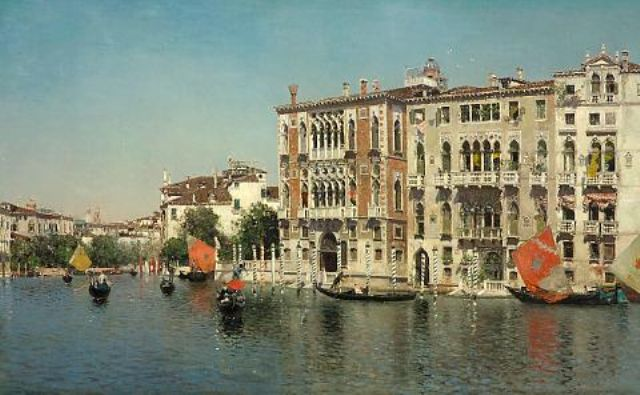
Una vista di Palazzo Cavalli-Franchetti e Palazzo Barbaro sul Canal Grande

Fu la scoperta di Venezia nel 1872, tuttavia, che portò Rico alla perfezione del suo stile artistico e alla creazione di molte delle sue opere più emblematiche. In quell'anno, Rico e Fortuny viaggiarono insieme per l'Italia, fermandosi a Roma, Napoli, Firenze e Venezia: quest'ultima, più di ogni altra città visitata, catturò l'immaginazione artistica di Rico. Da questo primo viaggio fino alla sua morte avvenuta 36 anni dopo proprio a Venezia, Rico trascorse ogni estate (tranne una) nella "Città della Luce" italiana. La cornice unica di Venezia, con le sue piazze, le chiese e i canali, così come la sua magnifica luce, attirò molti artisti, tra cui Édouard Manet, Claude Monet, John Singer Sargent, Pierre Renoir e Federico del Campo. Unendosi a questo gruppo di artisti, che riprendevano la tradizione della vedute italiane del Settecento, Rico dipinse le sue scene veneziane en plein air, spesso da una gondola legata a una briccola o dalla finestra della sua stanza che si trovava nel sestiere di Dorsoduro. Rico divenne in particolare buon amico del pittore peruviano Federico del Campo; a volte i due artisti lavorarono insieme per dipingere scene veneziane, che ebbero sempre più successo con il crescente numero di viaggiatori in città.